# Pierre Hemmer (Unternehmer)

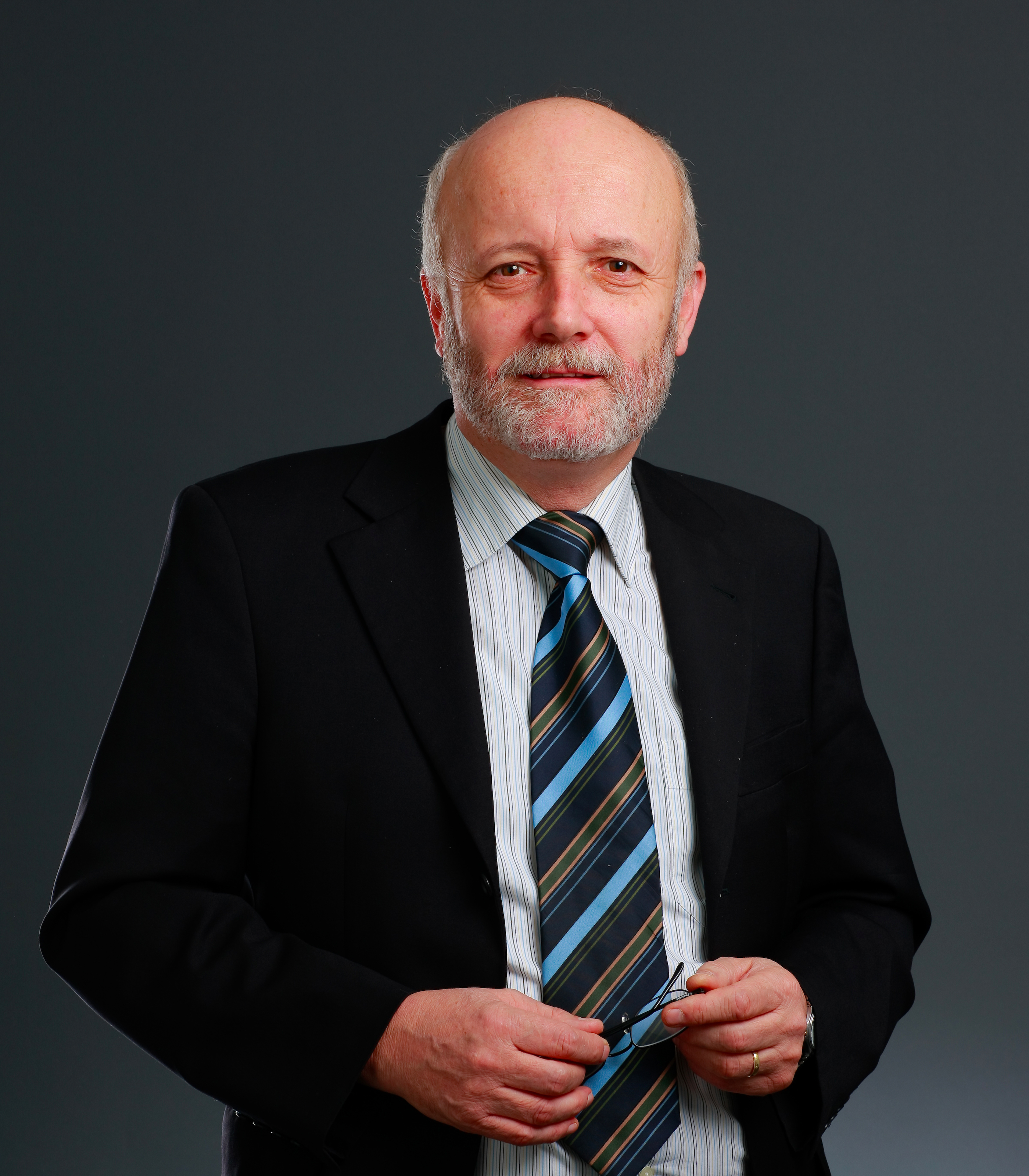
Pierre Hemmer (2008)

Pierre Hemmer (geboren am 8. März 1950 in Freiburg im Üechtland; gestorben am 27. Juni 2013 in Nizza) war ein Schweizer Unternehmer und leitender Angestellter, der vor allem im Bereich des Internets tätig war. Im Jahr 1995 war er mit seiner Firma M&Cnet der einzige öffentliche Internetprovider im Kanton Freiburg und weiterer Regionen der Westschweiz.

## Familie
Hemmer war das zehnte Kind von François Marie Pierre Hemmer, Regent in Orsonnens und Freiburg, dann Lehrer an der Knabenmittelschule und Madeleine Marie (geborene Jambé, 1910–1990). Er war ein entfernter Cousin Albert Lebruns (französischer Staatspräsident von 1932 bis 1940), sein Grossvater väterlicherseits, Pierre Marie Joseph Hemmer (1875–1950), wurde am 15. Februar 1924 in die Schweiz eingebürgert und arbeitete als Ingenieur bei der Firma Brown, Boveri & Cie.
Durch Françoise Laure Théraulaz, seine Grossmutter mütterlicherseits, war Hemmer der Urenkel des Schweizer Politikers Jean Alphonse Théraulaz und ein Grosscousin des Architekten Augustin Genoud.
Am 24. Juli 1976 heiratete Hemmer die Sekretärin Rose-Marie (geborene Sallin, 1953–2017), mit der er vier Kinder hatte.

## Leben
Hemmer war Ingenieur im Bereich der Elektronik und Datenverarbeitung. Im Jahr 1975 war er für die Firma Brown, Boveri & Cie. tätig und von 1976 bis 1979 arbeitete er bei Landis+Gyr (Zug, Schweiz und Kalifornien, USA), dann von 1979 bis 1988 bei der Falma-Control Buser AG als technischer Leiter und Projektleiter. Er war später an der Gründung des CIM-Zentrum der Westschweiz (CCSO) beteiligt und wurde technischer Direktor.
Am 3. Januar 1995 gründete Hemmer die MC Management and Communications SA (M&Cnet), ein Unternehmen, das aus der Privatisierung der Telekommunikations- und Informationsmanagementaktivitäten des Schweizer CIM-Aktionsprogramms hervorging.
Hemmer trat mit seinem Unternehmen im Oktober 1999 der amerikanische Gruppe Via Net.Works bei (heute Interoute) und verkaufte M&Cnet. Als Via Net.Works Switzerland SA erweiterte sein Angebot.
Im Jahr 2001 gründet Hemmer die hemmer.ch SA in Freiburg und führt sie bis 2005.
Im Mai 2006 wurde er von der Bundeskanzlei zunächst als Entwicklungsleiter, dann im April 2008 vom Staatssekretariat für Wirtschaft als Leiter der Entwicklung von E-Government-Diensten engagiert. Hemmer setzte sich für die Initiierung einer ersten Harmonisierung der Online-Verwaltungsdienste für alle Kantone und Gemeinden in der Schweiz ein.